# La Esperanza, La Independencia
La Esperanza är en ort i Mexiko.   Den ligger i kommunen La Independencia och delstaten Chiapas, i den sydöstra delen av landet, 900 km öster om huvudstaden Mexico City. La Esperanza ligger 916 meter över havet och antalet invånare är 224.
Terrängen runt La Esperanza är huvudsakligen kuperad. La Esperanza ligger nere i en dal. Runt La Esperanza är det ganska tätbefolkat, med 52 invånare per kvadratkilometer. Närmaste större samhälle är San Isidro el Zapotal, 8,3 km sydost om La Esperanza. I omgivningarna runt La Esperanza växer i huvudsak städsegrön lövskog.